# 北庫里爾斯克區

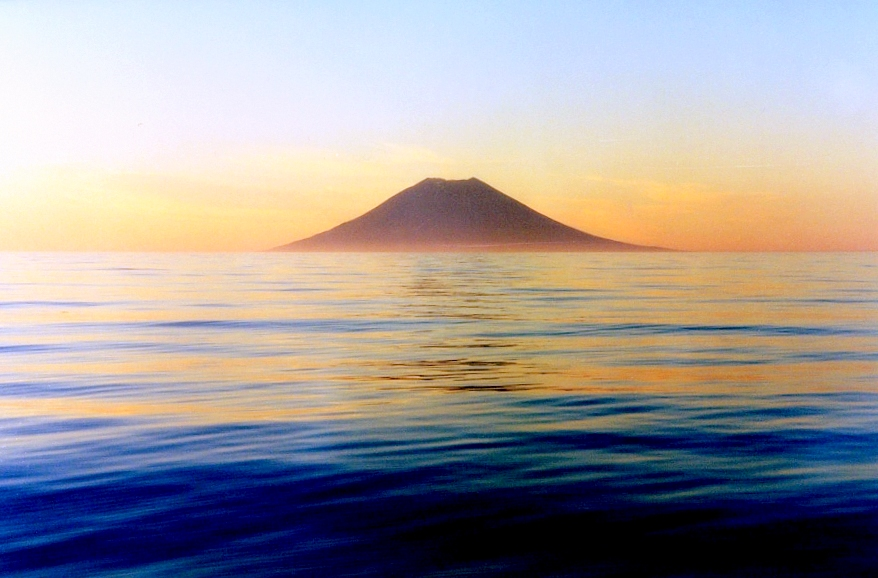

50°41′N 156°07′E / 50.683°N 156.117°E
北庫里爾斯克區（俄语：Северо-Курильский район），是俄羅斯的一個區，位於該國東南部，由薩哈林州負責管轄，面積3,501.2平方公里，2010年人口2,536，人口密度每平方公里0.72人。
該地在二戰结束前属日本，由北海道負責管轄。